# 茶树
茶树（学名：Camellia sinensis）是山茶科山茶属的一种，为多年生常绿木本植物，落葉灌木或喬木。在热带地区也有乔木型茶树高达15－30米，基部树围1.5米以上。栽培茶树往往通过修剪来抑制纵向生长，所以树高多在0.8－1.2米间。
其种加词“sinensis”意为“中华的”。

## 变种
- 普洱茶 Camellia sinensis var. assamica (Royle ex Hook.) Steenis
- 德宏茶 Camellia sinensis var. dehungensis (Hung T.Chang, H.S.Wang & B.H.Chen) T.L.Ming
- 白毛茶 Camellia sinensis var. pubilimba Hung T.Chang
- 茶 Camellia sinensis var. sinensis

## 茶樹外觀
茶樹的葉薄革質並呈現橢圓狀，緣有短鋸齒；花白色，下彎；果扁圓呈三角形，果熟時會開裂，露出種子；主產於東亞及東南亞熱帶地區，幼葉製茶，種子製茶油。
茶树性喜温暖湿润气候，平均气温10℃以上时芽开始萌动，生长最适温度为20－25℃；年降水量要在1000毫米以上；喜光耐阴，适于在漫射光下生育；一生分为幼苗期、幼年期、成年期和衰老期。树龄可达一二百年，但经济年龄一般为40－50年。
有许多茶树的变种用于生产茶叶，主要有印度阿萨姆、中国、柬埔寨几种。
茶树的分类有：
- 乔木型，多为野生古茶树；
- 半乔木型，如云南大叶种茶树；
- 灌木型，一些栽培的茶树。

註：茶樹原始生長型態為喬木，其他（亞喬木，灌木）均為人工刻意改變的生長型態。
- 植株
- 花
- 蒴果
- 种子标本

## 害虫
对茶树危害较大的农业害虫包括茶尺蠖、茶小绿叶蝉、茶橙瘿螨、黑刺粉虱等。

## 用途
春、秋季时可采茶树的嫩叶製茶；种子可以用於榨油，茶油榨自油茶种子； 而一般所稱茶樹油(Tea tree oil)則是萃取自互葉白千層(又稱澳洲茶樹) ，是一種強效的抗感染、消炎、殺菌、抗病毒、祛痰、抗黴菌、抗寄生蟲劑。對香港腳、支氣管充血、頭皮屑、昆蟲咬傷、酵母菌感染等有一定療效；木材材质细密，可用于雕刻。

## 延伸阅读
[在维基数据编辑]
 《植物名實圖考·茶》，出自吳其濬《植物名實圖考》